# Shigehisa Fujikawa
Shigehisa Fujikawa (...) è un astronomo giapponese.
Shigehisa Fujikawa è un astrofilo giapponese che si occupa professionalmente di questioni nel campo educativo: ha abitato e lavorato prima a Ōnohara, oggi Kan'onji , e poi a Mitoyo  nella Prefettura di Kagawa.

## Scoperte
Ha scoperto o coscoperto sette comete, sette nove  e due altre stelle variabili. Scoperte in ordine cronologico:
| Tipo di oggetto       | Denominazione                                      | Data della scoperta | Coscopritori                                           | Fonti         |
| --------------------- | -------------------------------------------------- | ------------------- | ------------------------------------------------------ | ------------- |
| cometa                | C/1969 P1 Fujikawa                                 | 12 agosto 1969      | -                                                      | [ 4 ]         |
| cometa                | C/1970 B1 Daido-Fujikawa                           | 27 gennaio 1970     | Takashi Daido                                          | [ 5 ]         |
| cometa                | C/1975 T1 Mori-Sato-Fujikawa                       | 5 ottobre 1975      | Mori - Sato                                            | [ 6 ]         |
| cometa                | 72P/Denning-Fujikawa                               | 9 ottobre 1978      | William F. Denning (prima scoperta)                    | [ 7 ]         |
| cometa                | C/1983 J1 Sugano-Saigusa-Fujikawa                  | 8 maggio 1983       | Sugano - Saigusa                                       | [ 8 ]         |
| cometa                | C/2002 X5 Kudo-Fujikawa                            | 13 dicembre 2002    | Kudo                                                   | [ 9 ] [ 10 ]  |
| stella variabile      | ASAS J180645-3604.9 (costellazione del Sagittario) | 23 luglio 2012      | -                                                      | [ 11 ]        |
| nova                  | V959 Mon                                           | 9 agosto 2012       | -                                                      | [ 12 ] [ 13 ] |
| nova                  | V2949 Oph                                          | 11 ottobre 2015     | Nishiyama - Kabashima                                  | [ 14 ]        |
| nova                  | V5850 Sgr                                          | 31 ottobre 2015     | scoperta indipendente da parte di Nishimura - Yamamoto | [ 15 ]        |
| nova                  | V1656 Sco                                          | 6 settembre 2016    | ASASSN                                                 | [ 16 ]        |
| Variabile U Geminorum | ASASSN -17km (costellazione dello Scultore)        | 5 agosto 2017       | -                                                      | [ 17 ]        |
| cometa                | C/2018 V1 Machholz-Fujikawa-Iwamoto                | 7 novembre 2018     | Machholz - Iwamoto                                     | [ 18 ]        |
| nova                  | V2860 Ori                                          | 7 agosto 2019       | -                                                      | [ 19 ]        |
| nova                  | V6568 Sgr                                          | 16 luglio 2020      | -                                                      | [ 20 ]        |
| nova                  | V4370 Oph                                          | 10 marzo 2024       | Kojima - Itagaki - Nakamura - Yamamoto - Andrew Pearce | [ 21 ]        |

Fujikawa è stato anche scopritore indipendente di 3 comete tra le quali la C/1968 N1 Honda  e la C/1988 P1 Machholz .

## Riconoscimenti
Ha ricevuto il Edgar Wilson Award nel 2003  e nel 2019 .